# Quinto Minucio Rufo
Quinto Minucio Rufo (en latín, Quintus Minucius C. f. C. n. Rufus) fue un político y militar romano del siglo II a. C.

## Carrera política y militar
Fue edil plebeyo en el año 201 a. C. y pretor al año siguiente, obtenido el Brucio como provincia donde llevó a cabo la investigación del robo del templo de Proserpina en Locros. También descubrió una conspiración que se había formado en esa parte de Italia y, como no había completado sus investigaciones a finales del año, su imperium fue prolongado por otro año.
En 197 a. C. fue cónsul con Cayo Cornelio Cetego cuando llevó la guerra contra los boyos con éxito. A su regreso a Roma, como el Senado le negó el honor de un triunfo, celebró uno en los montes Albanos. En 189 a. C. fue uno de los diez comisionados enviados a Asia después de la derrota de Antíoco III el Grande y su nombre aparece en el Senatus consultum de Bacchanalibus (186 a. C.) como uno de los senadores presentes en el momento en que este fue escrito. 
En 183 a. C. fue uno de los tres embajadores enviados a la Galia. Es la última vez que su nombre aparece mencionado en las fuentes.